# أكيرا ياماغوتشي
أكيرا ياماغوتشي (باليابانية: 山口晃؛ بالكانا: やまぐち あきら) هو رسام ياباني، ولد في 1969 في طوكيو في اليابان.